# 丹尼爾·希梅諾-特拉維爾
丹尼爾·吉梅諾-特拉維爾（Daniel Gimeno-Traver，1985年8月7日—）是一位西班牙職業網球運動員，2004年轉職業。丹尼爾·吉梅諾-特拉維爾獲得六個挑戰賽冠軍。
2010年美國公開賽，吉梅諾-特拉維爾首度進入第三輪，不過遭到同胞大衛·費雷爾以7–62、6–2、6–2直落三盤淘汰，不過仍創下大滿貫最佳單打成績。

## 外部連結
- 丹尼爾·希梅諾-特拉維爾（英文/西班牙文）的官方資料
- 丹尼爾·希梅諾-特拉維爾的國際網球總會 職業／青少年 官方資料（英文）
- 丹尼爾·希梅諾-特拉維爾的官方資料（英文）